# Olivier Messiaen műveinek listája
Olivier Messiaen francia zeneszerző művei.
- La Dame de Shalot – 1917 (Grenoble)
- Deux ballades de Villon – 1921 (Paris)
- La Tristesse d'un grand ciel blanc – 1925 (Paris)
- Offrande au Saint Sacrement – 1925-30 cca.
- Le banquet céleste: Méditation (pour la fête du Saint-Sacrement) – 1926 (Fuligny)
- Esquisse modale – 1927 (Paris)
- Le Banquet eucharistique – 1928 (Fuligny)
- L'Hôte aimable des âmes – 1928 (Fuligny)
- Fugue in D Minor – 1928 (Paris)
- Prélude (orgonára) – 1928? cca.
- Variations écossaises – 1928? (Paris)
- Préludes – 1928-1929 (Fuligny)
- Diptyque: Essai sur la vie terrestre et l'éternité bienheureux – 1929 (Paris)
- Les offrandes oubliée: Méditation symphonique – 1930 (Fuligny)
- La Mort du nombre – 1930 (Paris)
- Simple chant d'un âme – 1930 (Paris)
- Trois mélodies – 1930 (Paris)
- Le Tombeau resplendissant – 1931 (Fuligny)
- Apparition de l'église éternelle – 1931 (Paris)
- Fantasie burlesque – 1932 (Paris)
- Hymne au Saint Sacrement – 1932 (Paris)
- Thème et variations – 1932 (Paris)
- L'Ascension – 1932. május (Paris) - 1932? (Neussargues?)
- L'Ascension: Quatre Méditations Symphoniques – 1933 (1., 4. tétel) (Neussargues); 1934 (2., 3. tétel) (Paris)
- Mise – 1933 (1., 4. tétel) (Neussargues); 1934 (2. , 3. tétel) (Paris)
- Fantaisie pour violon et piano – 1933 (Paris)
- Pièce pour la tombeau de Paul Dukas – 1935 (Grenoble)
- Vocalise-Etude – 1935 (Paris)
- La Nativité du Seigneur: Neuf méditations – 1935 nyara (at Grenoble)
- Poèmes pour Mi – 1936 (Petichet); 1937 (hangszerelés) (Paris)
- Fête des belles eaux – 1937 (Paris)
- O sacrum convivium! – 1937 (Paris)
- Deux monodies en quarts de ton – 1938 (Paris)
- Les Corps glorieux: Sept visions brèves de la vie des ressuscités – 1939
- Chants de terre et de ciel – 1939 (Petichet)
- Quatuor pour la fin du temps – 1940-1941 (Görlitz)
- Choeurs pour une Jeanne d'Arc – 1941 (Neussargues)
- Musique de scène pour un Oedipe – 1942 (Paris)
- Visions de l'amen – 1943 (Paris)
- Rondeau – 1943 (Paris)
- Trois petites liturgies de la Présence divine – 1943. november 15. - 1944. március 15. (Paris)
- Vingt regards sur l'Enfant-Jésus – 1944. március 23. - szeptember 8. (Paris)
- Chants des déportés – 1945
- Harawi – 1945. június 15. - szeptember 15. (Petichet)
- Turangalîla-Symphonie – 1946. július 17. - 1948. november 29.
- Cinq rechants – 1948. december (Paris)
- Cantéyodjayâ – 1949
- Messe de la Pentecôte – 1949 (Tanglewood, Lenox, MA); 1950 (Paris)
- Quatre études de rythme – 1950 (1. tétel) (Paris); 1949 (2. tétel) (Darmstadt), 1949 (3. tétel) (Tanglewood, Lenox, MA); 1950 (4. tétel) (Paris)
- Livre d'orgue – 1951-52
- Timbres-durées – 1952
- Le Merle noir – 1952. március (Paris)
- Réveil des oiseaux – 1953
- Oiseaux exotiques – 1955. október 5. - 1956. január 23.
- Catalogue d'Oiseaux – 1956. október - 1958. szeptember 1.
- Chronochromie – 1959-1960
- Verset pour la fête de la Dédicace – 1960. december (Paris)
- Sept haïkaï – 1962
- Couleurs de la cité céleste – 1963
- Prélude (zongorára) – 1964
- Et exspecto resurrectionem mortuorum – 1964 (Petichet)
- La Transfiguration de Notre Seigneur Jésus-Christ – 1965. június 28. - 1969. február 20.
- Méditations sur le mystère de la Sainte Trinité – 1969 (Paris)
- La Fauvette des jardins – 1970 (Petichet)
- Des canyons aux étoiles... – 1971-1974
- Saint François d'Assise – 1975-1979
- Livre du Saint Sacrement – 1984
- Petites esquisses d'oiseaux – 1985
- Chant dans le style Mozart – 1986
- Un vitrail et des oiseaux – 1986
- La Ville d'en haut – 1987
- Eclairs sur l'Au-Delà – 1988-92
- Un sourire – 1989
- Concert à quatre – 1992
- Monodie – ?
- Quatre inédits – ?
- Pièce pour piano et quatuor à cordes – ?